# 內斯瓦特科韋
48°57′20″N 32°9′33″E / 48.95556°N 32.15917°E
内斯瓦特科韋（羅馬化：Nesvatkove）是烏克蘭中部的村莊，隸屬基洛夫格勒州的克羅皮夫尼茨基區。該村始建於1643年，面積3.11平方公里，海拔高度174米，2001年人口807，人口密度每平方公里2.6人。